# ستاره امتیاز
ستاره امتیاز (اردو: ستارۂ امتياز)؛ به معنای ستاره برتری، سومین رتبه برتر (در سلسله مراتب "ستاره")  جایزه افتخار و مدنی در ایالت پاکستان است. این نشان به افرادی که "به ویژه در امنیت یا منافع ملی پاکستان، صلح جهانی، فرهنگی یا سایر اقدامات عمومی مهم" مشارکت شایسته ای داشته اند، اعطا می شود.

## دریافت کنندگانستاره امتیاز
بریگ محمد سلیم متخصص بیهوشی و اولین متخصص درد پاکستان (نیروهای پزشکی ارتش)
منیر چودوری
- غلامعلی [۳]  (خواننده)
- دکتر عبدالرزاق کمال[۴] (اقتصاددان) [۵]
- سید نفیس الحسینی (خوشنویس)
- علامه غلام مصطفی قاسمی (عالم اسلامی)
- مولانا شمس الحق افغانی (۱۹۸۰)
- ایوب خان امایا (۱۹۸۱)
- AQ موگال [۶] [۷]
- جانشیر خان (بازیکن اسکواش) (۱۹۹۳) [۸]
- شمس الحسن شمس بارلوی (۱۹۹۵)
- وزیر آقا (نویسنده) [۹]
- خواجه خورشید انور (کارگردان موسیقی و موسیقی شناس فیلم) (۱۹۸۰) [۱۰]
- پروفسور مصباح الدین شامی (۱۹۹۰) ، بلورشناسی [۱۱]
- سلیم محمود (۱۹۹۰) ، مشارکت قابل توجهی در SUPARCO
- عبدالمجید (۱۹۹۹) ، مشارکت قابل توجهی در SUPARCO
- طالب جوهری (شاعر، فیلسوف، دانشمند مسلمان شیعه و خطیب) [۱۲]
- منیر نیازی (شاعر)
- آقای افتخار احمد، PSP ، (DIG Police، Multan) (پنجاب) (۲۰۰۴)

### ۲۰۰۶
- دکتر فیض محمد خان (۲۰۰۶) [۱۳]
- سلطان علی آلانا (۲۰۰۶) [۱۳]

### ۲۰۰۷
- دکتر عبدالرزاق کمال [۵] [۱۴] [۴]

### ۲۰۰۸
- ازهر محمود (آژانس تحقیقات فدرال)

### ۲۰۰۹
- بریگ علی نصر علم [۱۵]
- بریگ سهیل احمد قریشی

### ۲۰۱۰
- دکتر محمد امجد ثاقب [۱۶]

### ۲۰۱۱
- رائو معاز خالد (مشتاق خودرو)
- دریادار عقب معظم ایلیاس

### ۲۰۱۲
- اسلم ازهر (پیشگام شرکت تلویزیونی پاکستان) [۱۷]
- محمد قوی خان
- شایسته زید (پخش کننده اخبار انگلیسی - شرکت تلویزیونی پاکستان) [۱۸]

### ۲۰۱۵
- پروفسور دکتر نیاز احمد اختر (تحصیلات: مهندسی و فناوری)
- دکتر آصف محمود جاه
- مسعود اشعر، (ادبیات)

### ۲۰۱۶
- آتاش دورانی
- شهباز ملک

### ۲۰۱۷[۱۹][۲۰][۲۱][۲۲]
- رئیس احمد (هنر، سیتار)
- یانگ وی (چین)
- مستنصر حسین طارر (نویسنده سفرنامه ، داستان نویس)
- حافظ الرحمن هورانی (فیزیک)
- محمد اقبال (بیوتکنولوژی)
- محمد اسلم نور (ریاضیات)
- طارق محمود فاطیک (مهندسی)
- منیر احمد ( مهندسی )
- غلام سرور ( مهندسی )
- ندیم غفار ( مهندسی )
- بریگ (ر) منور حسین ( مهندسی )
- علیم ارشد ( مهندسی )
- ایاز ایوب ( مهندسی )
- خالد نصیرالدین شیخ ( مهندسی )
- نیارعلی دادا ( مهندسی )
- پروفسور دکتر سید اطهر انام ( پزشکی )
- دکتر محبوب علی ( پزشکی )
- دکتر آیس محمد ( پزشکی )
- خانم شهناز وزیرعلی ( آموزش )
- محمد رسول جان ( علم )

### ۲۰۱۸
- ضیا چشتی (کارآفرین) [۲۳]
- آشار عزیز
- سیره افضل طرار
- اشتر اوسف علی
- زاهد بشیر
- شهزاد روی
- سرفراز احمد (بازیکن کریکت)
- شهید آفریدی

### ۲۰۱۹
- سید ابو احمد عکیف (کارمند و نویسنده)
- عقیل کریم دیدی (سند)
- عطاءالله خان اسخلوی (خواننده)
- بابراشریف (پنجاب)
- برهان عزیز
- افتخار تاکور (پنجاب)
- امتیاز احمد
- اقبال علی لخانی
- خواجه مسعود اختر
- کلیم الله لاشاری (سند)
- محمد ارشد (پنجاب)
- منیر حسین (پس از مرگ) (پنجاب)
- سید رضی جعفر نقوی
- محمدتقی عثمانی (خدمات عمومی). [۲۴]
- سجادعلی (سند)
- یاسر شاه (کی پی)
- دکتر شهید احمد سامی (پزشکی)

### ۲۰۲۰
- روت لوئیس (راهبه کاتولیک) [۲۵]

### ۲۰۲۱
- دکتر فرهان سیف
- عدنان اسدرعلی (نیکوکاری) [۲۶] [۲۷]
- سلطانا صدیقی
- بشرا انصاری [۲۸]
- طلعت حسین [۲۸]
- سابینا مهتاب خطری <ref> {{Cite web | date = 2020-08-14
- بریگ ارشد اقبال (فرمانده ایستگاه منگلا کانت)
- بریگ شمشیر علی (JAG)
- بریگ واسیم بابر. مهندسان